# Broumar
Broumar je rybník, který se nachází u východního okraje Opočna v okrese Rychnov nad Kněžnou v nadmořské výšce 279 m. Jedná se o největší vodní plochu v rychnovském okrese a v povodí řeky Dědiny. Rozloha rybníka je 62,6 ha. Celkový objem činí 684 tisíc m³. Majitelem rybníka je město Opočno.

## Etymologie názvu
Přesná etymologie názvu není známa, ale badatelé se domnívají, že název rybníka souvisí s opočenským měšťanem Janem Brunarem. Méně pravděpodobná se jeví hypotéza, že rybník vznikl již ve 14. století a jeho název souvisí s vlastním jménem Brummer.

## Historie
Rybník byl založen již v 15. století. či na přelomu 14. a 15. století. Přesný letopočet jeho vzniku není znám. Spolu s ním v této době vznikla v okolí Opočna celá soustava rybníků. Z původních devíti rybníků Opočenské rybniční soustavy vybudované šlechtickým rodem Trčků se do dnešní doby dochovaly pouze tři. Kromě Broumaru jsou to Semechnický rybník (19,9 ha) na Zlatém potoce a Podchlumský rybník (7,4 ha) na Ještětickém potoce. Od poloviny 17. století je Broumar napouštěn vodou z uměle vybudovaného Zlatého potoka, který je nazýván též Opočenský náhon. Původně byl rybník napájen Ještětickým potokem, který je v současné době přítokem Zlatého potoka odbočujícího u Chábor z řeky Dědiny, která je na horním a středním toku místními obyvateli též nazývaná Zlatým potokem. Část vod získává Broumar také z povodí řeky Bělé prostřednictvím odbočky z Dlouhé strouhy, která odvádí vodu do Ještětického potoka.

## Využití
Rybník slouží především k chovu ryb. Využíván je také jako přírodní koupaliště. Velký význam má i jeho retenční objem. Při povodních je rybník schopen zachytit až 313 tisíc m³ vody a snížit tak následky povodní níže po proudu Zlatého potoka. Naopak v suchých obdobích voda z rybníka krátkodobě nalepšuje průtok potoka. Od katastrofální povodně v roce 1998 je rybník značně zanesený vrstvou sedimentů a na odbahnění nemá město Opočno peníze.

## Příroda
Při východním břehu rybníka se na ploše 10,1 ha rozkládá přírodní památka Broumarské slatiny. Roste zde řada chráněných a ohrožených druhů rostlin jako například hlízovec Loeselův (Liparis loeselii), prstnatec pleťový (Dactylorhiza incarnata), nebo ostřice Davallova (Carex davalliana).

## Fotogalerie

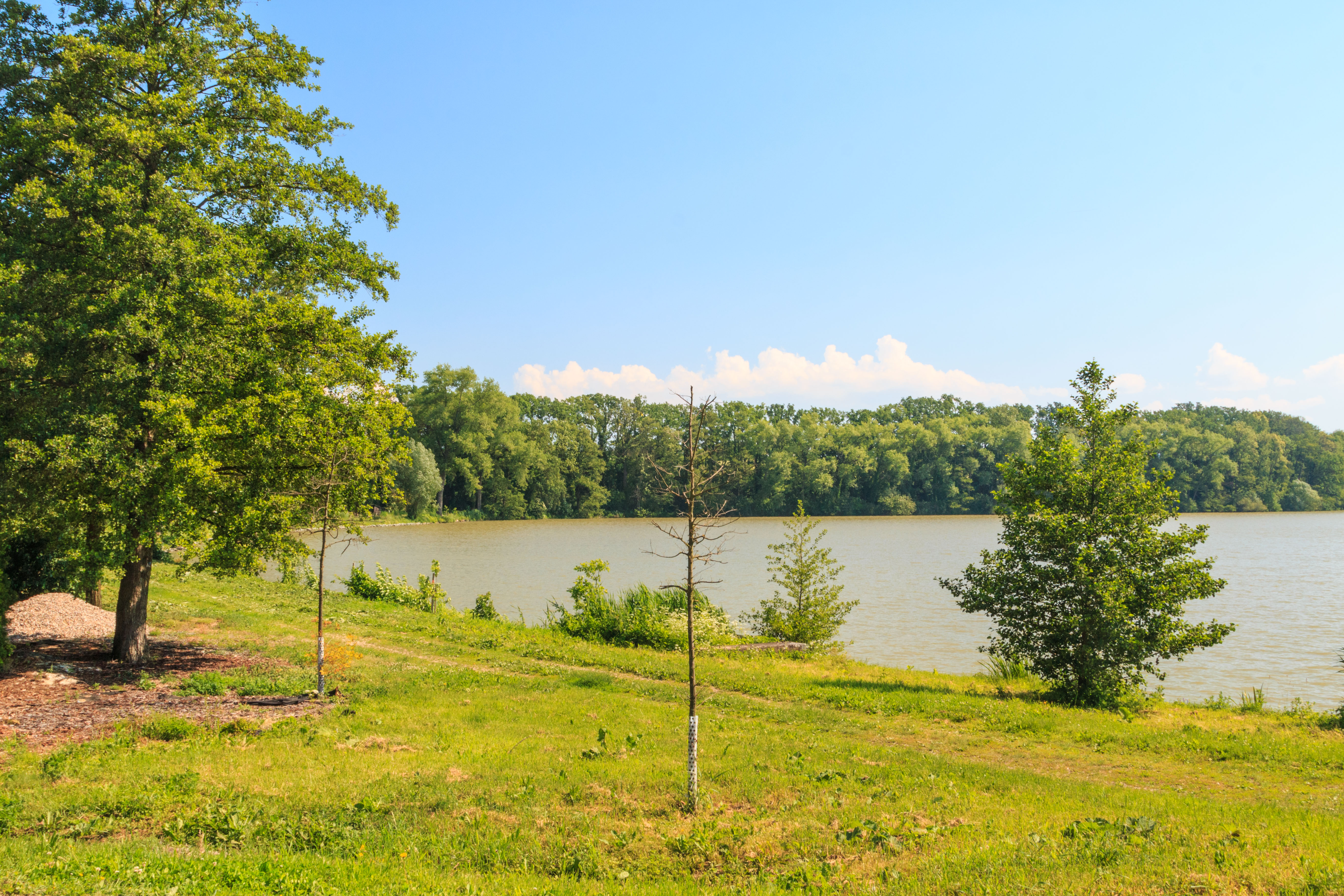
Rybník Broumar u Opočna
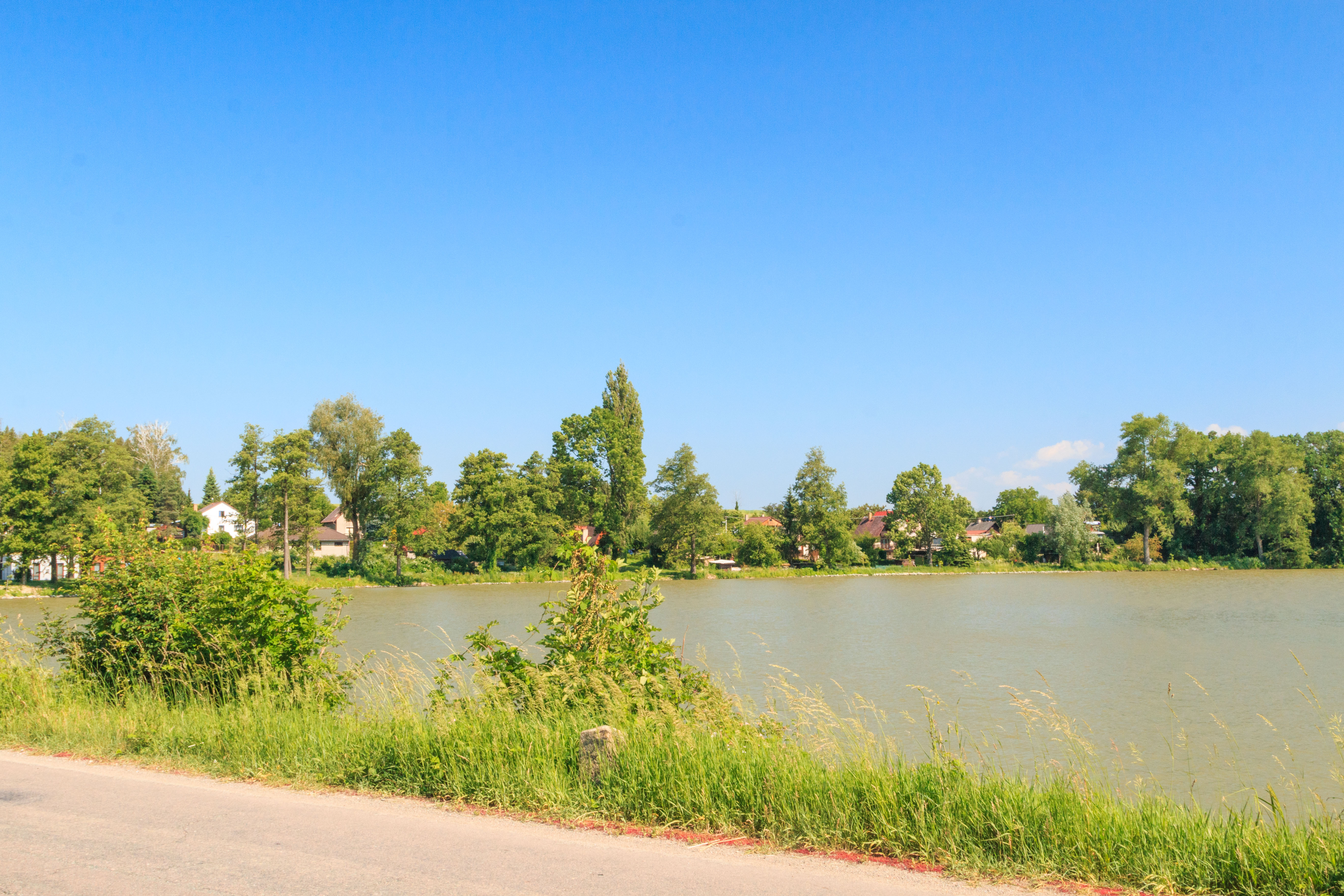
Rybník Broumar u Opočna
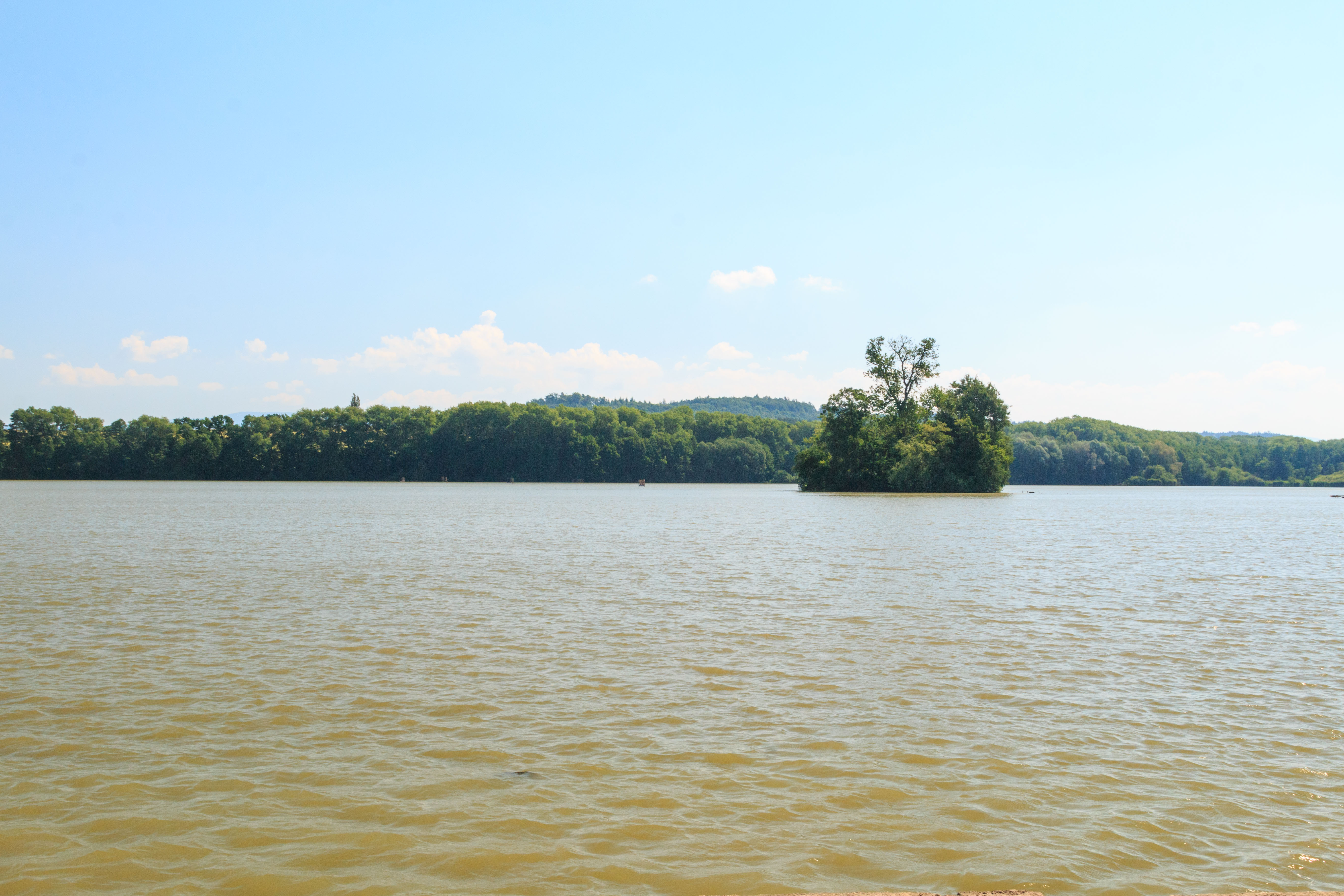
Rybník Broumar u Opočna
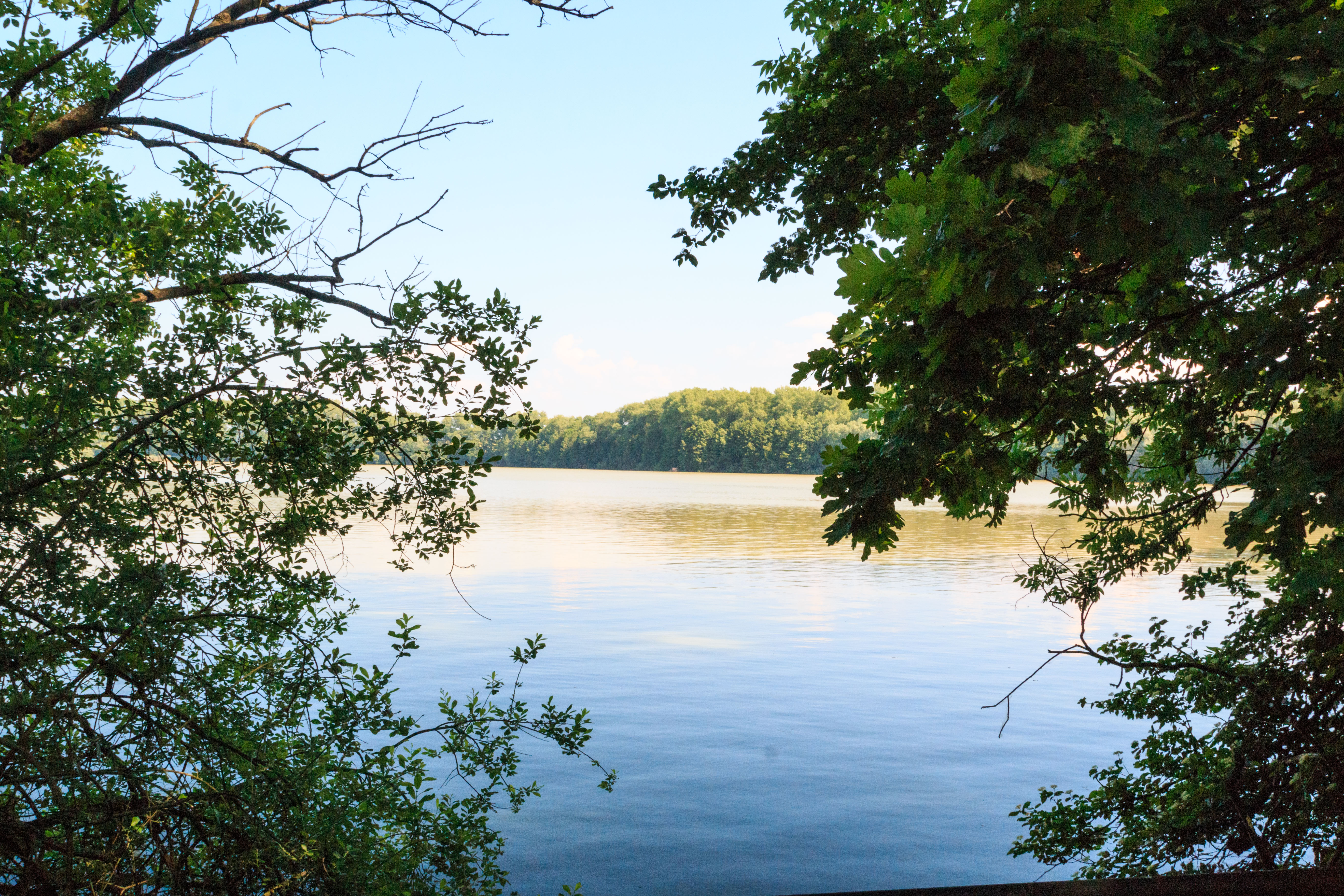
Rybník Broumar u Opočna